# Juin 1779

## Événements
- 1er juin, États-Unis : Benedict Arnold passe en cour martiale pour malfaisance.

- 16 juin : Charles III d'Espagne déclare la guerre à la Grande-Bretagne[1].

- 19 juin : après l’assassinat de Mohammad Ali Khan par ses propres troupes, Abol Fath Khan devient seul chah de Perse[2].

- 24 juin : début du siège de Gibraltar par la France et l'Espagne (fin le 6 février 1783)[3].

- 25 juin : une flotte franco-espagnole de 66 vaisseaux et de 14 frégates se réunit à la Corogne sous les ordres du comte d'Orvilliers[1]. Elle croise en Manche pendant trois mois sans être inquiétée, mais doit se retirer face à la tempête, la disette et l'épidémie (fin le 10 septembre)[4].

## Naissances
- 15 juin : Louis-Antoine Beaunier, ingénieur français († 1835).

## Décès
- 29 juin : Anton Raphael Mengs, peintre classique et critique d’art austro-allemand (1728-1779).